# Saint-Rivoal
Saint-Rivoal é uma comuna francesa na região administrativa da Bretanha, no departamento Finisterra. Estende-se por uma área de 19,11 km². Em 2010 a comuna tinha 204 habitantes (densidade: 10,7 hab./km²).